# Cuscuta pusilla
Cuscuta pusilla är en vindeväxtart som beskrevs av Rodolfo Amando Philippi. Cuscuta pusilla ingår i släktet snärjor, och familjen vindeväxter. Inga underarter finns listade i Catalogue of Life.